# Batalha de Henderson Field

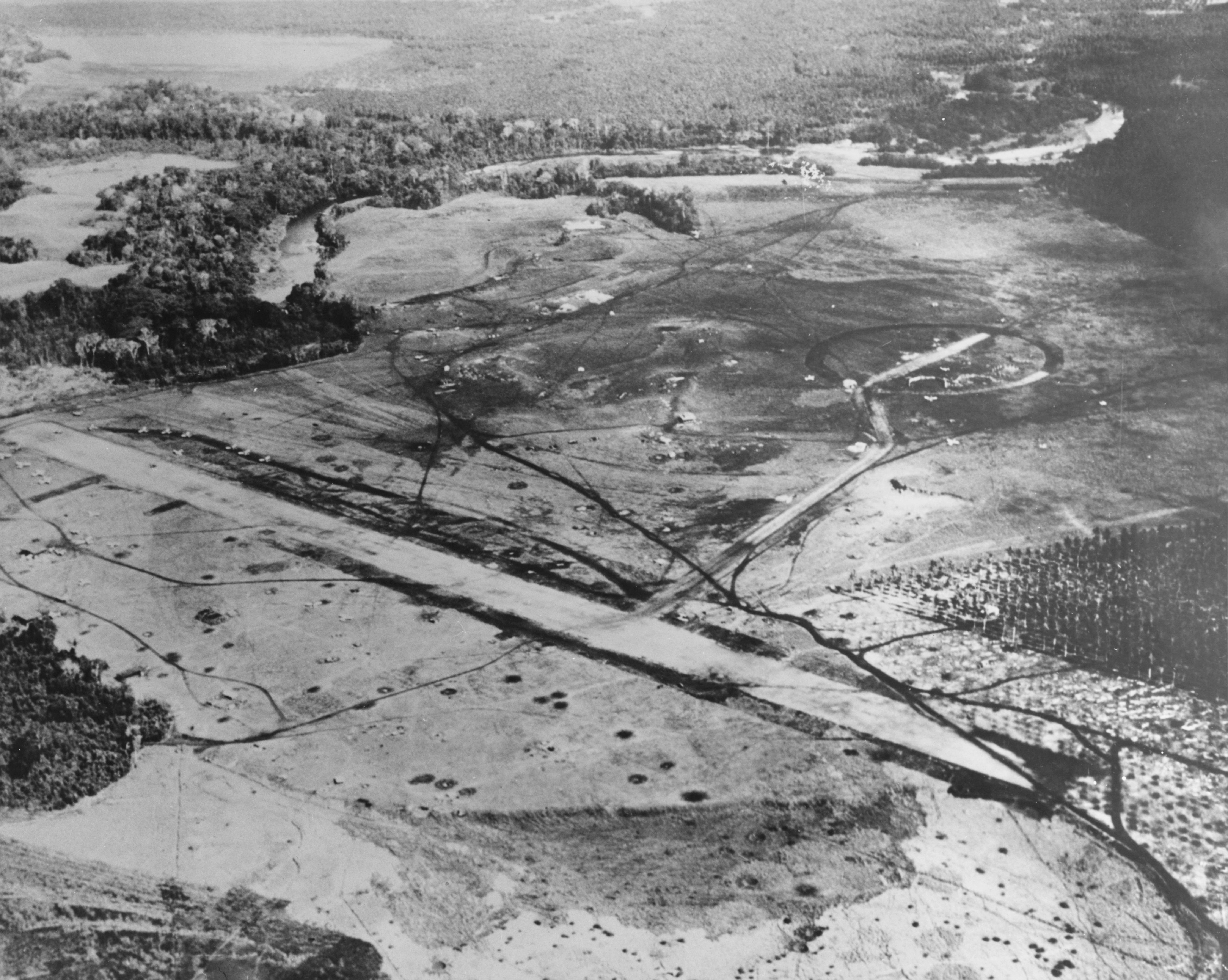
O aeroporto de Henderson antes dos ataques em 1942.

A Batalha de Henderson Field, também conhecida como a Batalha de Lunga Point pelos japoneses, teve inicio no dia 23 de outubro de 1942, e durou até o dia 26 de Outubro do mesmo ano, ocorreu em torno de Guadalcanal, nas Ilhas Salomão. Foi  uma batalha terrestre, marítima e aérea, onde ocorreu a Guerra do Pacífico da II Guerra Mundial, e foi travada entre o Exército Imperial Japonês e a Marinha Imperial Japonesa, contra os  Aliados (principalmente a Marinha e Exército dos Estados Unidos). A batalha foi a terceira das três grandes ofensivas terrestres conduzida pelos japoneses durante a  campanha de Guadalcanal.
Na batalha, a Marinha e o Exército dos EUA, sob o comando geral do general Alexander Vandegrift, repeliram com sucesso um ataque do 17 ª Exército japonês, sob o comando do Major-general Harukichi Hyakutake. As forças dos EUA estavam defendendo o perímetro Lunga, que guardava Henderson Field em Guadalcanal, que tinha sido capturado dos japoneses pelos Aliados em desembarques em Guadalcanal,  em 7 de agosto de 1942. Vigor Hyakutake foi enviado para Guadalcanal, em resposta ao desembarque dos Aliados com a missão de recuperar o aeroporto e dirigir as forças aliadas ao largo da ilha.
Os soldados liderados por Hyakutake realizaram numerosos ataques durante três dias em várias localidades ao redor do perímetro Lunga, mas todos foram repelidos com pesadas perdas contra os  japoneses. Ao mesmo tempo, Aviões aliados que operavam  a partir de Henderson, defendem com sucesso as posições americanas do ataque das forças naval japonesa em Guadalcanal.
A batalha foi a última ofensiva terrestre realizado pelas forças japonesas em Guadalcanal. Depois de uma  tentativa mal sucedida de enviar reforços durante a Batalha Naval de Guadalcanal, em novembro de 1942, o Japão reconheceu a derrota na luta pela ilha e evacuou com êxito muitos de suas forças remanescentes até a primeira semana de fevereiro de 1943.

## Inicio

### Batalha de Guadalcanal
Em 7 de agosto de 1942, as forças aliadas desembarcaram em Guadalcanal, Tulagi, e Ilhas Florida nas Ilhas Salomão. Os desembarques nas ilhas foram feitos para negar a sua utilização dos japonês como base para ameaçar as rotas de abastecimento entre os EUA e Austrália, e para proteger as ilhas como pontos de partida para uma campanha com o objetivo final de isolar a grande base japonesa em Rabaul nomeadamente apoiando na Campanha da Nova Guiné. Os desembarques iniciou a seis longos meses de na campanha de Guadalcanal.
Tomando o japonês de surpresa, ao cair da noite em 8 de agosto, a 11 mil tropas aliadas, sob o comando do Tenente-General Alexander Vandegrift e, principalmente, composto por unidades de Fuzileiros Navais dos Estados Unidos, havia assegurado  Tulagi e pequenas ilhas próximas, bem como um campo de pouso em construção de Lunga Point em Guadalcanal. A pista mais tarde foi nomeado Henderson Field pelas forças aliadas. Os aviões aliados que posteriormente operava fora do campo de pouso ficou conhecido como a "Força Aérea Cactus" (CAF), após o codinome dos aliado de Guadalcanal. Para proteger o aeroporto, os fuzileiros dos EUA estabeleceram um perímetro de defesa em torno de Lunga Point.
Em resposta ao desembarque dos aliados em Guadalcanal, o  Quartel Imperial Japonês atribuídos ao 17ª Exército Imperial Japonês, um batalhão de comando com base em Rabaul, e sob o comando do Tenente-General Harukichi Hyakutake, com a missão de retomar Guadalcanal das forças aliadas. Começou em 19 de agosto trazendo várias unidades do 17ª Exército que começaram a chegar em Guadalcanal, com o objetivo de dirigir as forças aliadas da ilha .

### Tipograia
- Dull, Paul S. (1978). A Battle History of the Imperial Japanese Navy, 1941–1945. [S.l.]: Naval Institute Press. ISBN 0-87021-097-1
- Frank, Richard (1990). Guadalcanal: The Definitive Account of the Landmark Battle. New York: Random House. ISBN 0-394-58875-4
- Gilbert, Oscar E. (2001). Marine Tank Battles in the Pacific. [S.l.]: Da Capo. ISBN 1580970508
- Griffith, Samuel B. (1963). The Battle for Guadalcanal. Champaign, Illinois, USA: University of Illinois Press. ISBN 0-252-06891-2
- Jersey, Stanley Coleman (2008). Hell's Islands:  The Untold Story of Guadalcanal. College Station, Texas: Texas A&M University Press. ISBN 1-58544-616-5
- Lundstrom, John B. (2005). First Team And the Guadalcanal Campaign: Naval Fighter Combat from August to November 1942 New ed. [S.l.]: Naval Institute Press. ISBN 1-59114-472-8
- Miller, Thomas G. (1969). Cactus Air Force. [S.l.]: Admiral Nimitz Foundation. ISBN 0-934841-17-9
- Morison, Samuel Eliot (1958). The Struggle for Guadalcanal, August 1942 – February 1943, vol. 5 of History of United States Naval Operations in World War II. Boston: Little, Brown and Company. ISBN 0-316-58305-7
- Rottman, Gordon L.; Dr. Duncan Anderson (consultant editor) (2004). US Marine Corps Pacific Theatre of Operations 1941–43. Oxford: Osprey. ISBN 1-84176-518-X
- Rottman, Gordon L.; Dr. Duncan Anderson (consultant editor) (2005). Japanese Army in World War II:  The South Pacific and New Guinea, 1942–43. Oxford and New York: Osprey. ISBN 1-84176-870-7
- Smith, Michael T. (2000). Bloody Ridge: The Battle That Saved Guadalcanal. New York: Pocket. ISBN 0-7434-6321-8

### Web
- Anderson, Charles R. (1993). «guadalcanal» (brochure). U.S. GOVERNMENT PRINTING OFFICE. Consultado em 27 de março de 2010
- Cagney, James (2005). «The Battle for Guadalcanal» (javascript). HistoryAnimated.com. Consultado em 27 de março de 2010 – Interactive animation of the battle
- Chen, C. Peter (2004–2006). «Guadalcanal Campaign». World War II Database. Consultado em 27 de março de 2010
- Hackett, Bob; Sander Kingsepp. «HIJMS Yura: Tabular Record of Movement». Imperial Japanese Navy Page (CombinedFleet.com). Consultado em 27 de março de 2010
- Hough, Frank O.; Ludwig, Verle E., and Shaw, Henry I., Jr. «Pearl Harbor to Guadalcanal». History of U.S. Marine Corps Operations in World War II. Consultado em 27 de março de 2010
- Miller, John Jr. (1949). «Guadalcanal:  The First Offensive». United States Army in World War II. Consultado em 27 de março de 2010
- Shaw, Henry I. (1992). «First Offensive:  The Marine Campaign For Guadalcanal». Marines in World War II Commemorative Series. Consultado em 27 de março de 2010
- Zimmerman, John L. (1949). «The Guadalcanal Campaign». Marines in World War II Historical Monograph. Consultado em 27 de março de 2010

## Livros
- Brady, James (2010). Hero of the Pacific: The Life of Marine Legend John Basilone. [S.l.]: Wiley. ISBN 978-0470379417
- Proser, Jim; Jerry Cutter (2004). I'm Staying with My Boys..." The Heroic Life of Sgt. John Basilone, USMC. [S.l.]: Lightbearer Communications Company. ISBN 0975546104
- Twining, Merrill B. (1996). No Bended Knee: The Battle for Guadalcanal. Novato, CA, USA: Presidio Press. ISBN 0-89141-826-1
- Walker, Charles H. (2004). Combat Officer:  A Memoir of War in the South Pacific. New York: Presidio Press. ISBN 0-345-46385-4